# Предео изузетних одлика Озрен — Јадовник
Предео изузетних одлика Озрен — Јадовник је заштићено подручје изузетног међународног и националног значаја и један од центара диверзитета васкуларне флоре и вегетације читавог Балкана и Европе.

## Историјат
Уредба о проглашењу Предела изузетних одлика Озрен – Јадовник је објављена 2014. године, управљач заштите другог и трећег степена је ЈП „Србијашуме”, 10.284,39 површине.

## Простор
Предео изузетних одлика Озрен — Јадовник садржи очувану природу, рељефе са клисурама и кањонима река и потока, пространства под ливадама и пашњацима и изражену геолошку и биолошку разноврсност. Простор одликује специфичан рурални амбијент са објектима етно наслеђа са вредним културолошким наслеђима.

## Биљни и животињски свет
Биолошке вредности су изражене кроз састав фауне и флоре од којих се издвајају жута линцура, нарцис Narcissus radiiflorus Salisb. и велики шумски звончић. Подручје Озрена је идентификовано као подручје од међународног значаја за биљке. Шуме које се налазе у клисурама и кањонима Дубочице, Лима и других водотока имају искључиво заштитни карактер и не експлоатишу се. Њихов значај је немерљив за заштиту станишта ретких и угрожених биљних и животињских врста. У клисурама усеченим у падине Озрена и Јадовника се налази терцијарни реликт европске тисе.
У заштићеном подручју је констатовано преко сто врста птица, а скоро све су гнездарице, неке од најзначајнијих су прдавац, белоглави суп, сури орао и планинска ушата шева. Најзначајнији инсекти су вилински коњици и правокрилаци.